# ドミトリー・ハーリン
ドミトリー・ヴィクトロヴィチ・ハーリン（ロシア語: Дмитрий Викторович Харин, 1968年8月16日 -）は、現ロシア・モスクワ出身の元サッカー選手。現役時代のポジションはGK。

## 経歴

### クラブ
1968年、現ロシアの首都モスクワで生まれる。FC FShMトルペド・モスクワのアカデミーで育つ。1983年、FCトルペド・モスクワに入団をして、1984年11月21日、FC SKAロストフ・ナ・ドヌとの試合でソビエト連邦サッカーリーグデビューを果たした。16歳97日間の出場で最年少出場記録の塗り替えたが、2011年現在、新しく生まれ変わったロシア・プレミアリーグにおいても、この記録は破られていない。1988年、FCディナモ・モスクワに移籍をして、1991年にPFC CSKAモスクワに移籍をした。1992年12月、ロンドンに本拠地を置くチェルシーFCに移籍金40万ポンドで移籍。1993年から1996年まではレギュラーであったが、負傷をしたために、オランダ人GKのエト・デ・フーイにポジションを奪われた。1999年、スコティッシュ・プレミアリーグの強豪セルティックFCにフリートランスファーで移籍した。セルティック3年間の在籍時にはジョン・バーンズ、ケニー・ダルグリッシュ、マーティン・オニールら3人の監督と巡り合ったが、何れも負傷によるパフォーマンスの低下でレギュラー奪取まではいく事は無く、マーティン・オニールには個人的な会話の中で「怠け者」と罵られるなどした。2002年、イングランドのホアンチュアチFCに移籍をして、そこで現役引退をした。

### 代表
ソビエト代表として、20歳の頃からオリンピック代表として出場している。ソウルオリンピックの決勝のブラジル戦ではスタメンで出場して優勝を成し遂げた。1994年のFIFAワールドカップではキャプテンとしてチームを率いた。

## 引退後
現役引退後はイングランドのルートン・タウンFCでゴールキーパーコーチを務めている (2004-)。

## タイトル

### クラブ
FCトルペド・モスクワ
- USSRカップ：1 (1986)

PFC CSKAモスクワ
- ソビエト連邦サッカーリーグ：1 (1991)

チェルシーFC
- FAカップ：1 (1997)
- フットボールリーグカップ：1 (1998)
- UEFAカップウィナーズカップ：1 (1998)
- UEFAスーパーカップ：1 (1998)

セルティックFC
- スコティッシュ・プレミアリーグ：1 (2001)
- スコティッシュカップ：1 (2001)

### 代表
ソビエト代表
- ソウルオリンピック：1 (1988)